# Europeiska unionens solidaritetsfond
Europeiska unionens solidaritetsfond (EUSF), eller enbart solidaritetsfonden, är en solidaritetsfond som inrättades inom Europeiska unionen 2002 för att kunna ge snabbt stöd åt EU:s medlemsstater i händelse av en stor naturkatastrof, alternativt för att kunna bistå områden i Europa drabbade av katastrofer. En katastrof anses vara storskalig om den beräknade direkta kostnaden uppgår till mer än 3 miljarder euro, eller 0,6 procent av det berörda landets bruttonationalinkomst. Katastrofer som har fått stöd hittills är bland annat översvämningar, jordbävningar, skogsbränder, torka och stormar.
Fonden inrättades efter översvämningarna i Europa 2002, och sedan inrättandet har den använts vid ett åttiotal tillfällen i 24 länder med totalt över 5 miljarder euro. Italien och Tyskland har mottagit störst medel.
I samband med coronavirusutbrottet 2020–2021 i Europa föreslog Europeiska kommissionen att ändra reglerna kring solidaritetsfonden, så att även hälsonödlägen kan vara grund för bistånd från solidaritetsfonden. Europaparlamentet och Europeiska unionens råd godkände denna förändring i slutet av mars 2020. Ändringarna träder i kraft den 1 april 2020. Det innebär att EU:s medlemsstater samt länder som förhandlar om EU-medlemskap, i dagsläget Montenegro, Serbien och Turkiet, kommer att kunna söka stöd ur solidaritetsfonden för att hantera de direkta effekterna av exempelvis coronaviruspandemin liksom återuppbyggnaden av kritisk infrastruktur efteråt.

## Utdelade stöd
| Land                           | Tidpunkt                       | Naturkatastrof                               | Beräknad kostnad av skadan (i miljoner euro) | Bistånd från EU (i miljoner euro) | Totalt EU-bistånd (i miljoner euro) |
| ------------------------------ | ------------------------------ | -------------------------------------------- | -------------------------------------------- | --------------------------------- | ----------------------------------- |
| Bulgarien                      | maj 2005                       | översvämningar                               | 222                                          | 9,7                               | 41,5                                |
| Bulgarien                      | augusti 2005                   | översvämningar                               | 237                                          | 10,6                              | 41,5                                |
| Bulgarien                      | juni 2014                      | översvämningar                               | 311                                          | 10,5                              | 41,5                                |
| Bulgarien                      | juli 2014                      | sommaröversvämningar                         | 79                                           | 2                                 | 41,5                                |
| Bulgarien                      | januari 2015                   | svåra vinterförhållanden                     | 243                                          | 6,4                               | 41,5                                |
| Bulgarien                      | oktober 2017                   | översvämningar i Burgas                      | 90                                           | 2,3                               | 41,5                                |
| Cypern                         | april 2008                     | torka                                        | 165                                          | 7,6                               | 14,9                                |
| Cypern                         | juni 2016                      | torka och eld                                | 181                                          | 7,3                               | 14,9                                |
| Estland                        | januari 2005                   | storm                                        | 48                                           | 1,3                               | 1,3                                 |
| Frankrike                      | september 2002                 | översvämningar i Gard                        | 835                                          | 21                                | 252,6                               |
| Frankrike                      | december 2003                  | översvämningar i Vallée du Rhône             | 785                                          | 19,6                              | 252,6                               |
| Frankrike                      | februari 2007                  | Cyklonen Gamede (Réunion)                    | 211                                          | 5,3                               | 252,6                               |
| Frankrike                      | augusti 2007                   | Orkanen Dean (Martinique)                    | 509                                          | 12,8                              | 252,6                               |
| Frankrike                      | januari 2009                   | Stormen Klaus                                | 3 806                                        | 109,4                             | 252,6                               |
| Frankrike                      | februari 2010                  | Orkanen Xynthia                              | 1 425                                        | 35,6                              | 252,6                               |
| Frankrike                      | september 2017                 | Orkanerna Irma och Maria                     | 1 956                                        | 48,9                              | 252,6                               |
| Grekland                       | mars 2006                      | Översvämningar i Evros                       | 372                                          | 9,3                               | 122,8                               |
| Grekland                       | augusti 2007                   | skogsbränder                                 | 2 118                                        | 89,8                              | 122,8                               |
| Grekland                       | januari 2014                   | jordbävningar i Kefalinia                    | 147,                                         | 3,7                               | 122,8                               |
| Grekland                       | februari 2015                  | översvämningar i Evros och centrala Grekland | 395,9                                        | 9,9                               | 122,8                               |
| Grekland                       | november 2015                  | jordbävningar i Lefkas                       | 66,1                                         | 1,6                               | 122,8                               |
| Grekland                       | juni 2017                      | jordbävningar i Lesbos                       | 54,4                                         | 1,4                               | 122,8                               |
| Grekland                       | juli 2017                      | jordbävningar på Kos                         | 101                                          | 2,5                               | 122,8                               |
| Grekland                       | februari 2019                  | svåra väderförhållanden på Kreta             | 182                                          | 4,6                               | 122,8                               |
| Irland                         | november 2009                  | översvämningar                               | 521                                          | 13                                | 13                                  |
| Italien                        | oktober 2002                   | Jordbävning i Molise                         | 1 558                                        | 30,8                              | 2 792,9                             |
| Italien                        | oktober 2002                   | Vulkanen Etna får utbrott                    | 894                                          | 16,8                              | 2 792,9                             |
| Italien                        | april 2009                     | Jordbävning i Abruzzo                        | 10 212                                       | 439,8                             | 2 792,9                             |
| Italien                        | oktober 2010                   | översvämningar i Veneto                      | 676                                          | 16,9                              | 2 792,9                             |
| Italien                        | oktober 2011                   | översvämningar i Ligurien och Toscana        | 723                                          | 18,1                              | 2 792,9                             |
| Italien                        | maj 2012                       | jordbävningar i Emilia-Romagna               | 13 274                                       | 670,2                             | 2 792,9                             |
| Italien                        | november 2013                  | översvämningar på Sardinien                  | 652                                          | 16,3                              | 2 792,9                             |
| Italien                        | oktober 2014                   | översvämningar                               | 2 441                                        | 56                                | 2 792,9                             |
| Italien                        | augusti 2016 till januari 2017 | jordbävningar                                | 21 879                                       | 1 196,8                           | 2 792,9                             |
| Italien                        | oktober 2018                   | översvämningar                               | 6 630,3                                      | 277,2                             | 2 792,9                             |
| Kroatien                       | maj 2010                       | översvämningar                               | 153                                          | 3,8                               | 22,8                                |
| Kroatien                       | september 2010                 | översvämningar                               | 47                                           | 1,2                               | 22,8                                |
| Kroatien                       | oktober 2012                   | översvämningar                               | 12                                           | 0,287                             | 22,8                                |
| Kroatien                       | januari 2014                   | is och översvämningar                        | 292                                          | 8,6                               | 22,8                                |
| Kroatien                       | maj 2014                       | översvämningar                               | 298                                          | 8,9                               | 22,8                                |
| Lettland                       | januari 2005                   | storm                                        | 193                                          | 9,5                               | 27,2                                |
| Lettland                       | augusti 2017                   | översvämningar                               | 380,5                                        | 17,7                              | 27,2                                |
| Litauen                        | januari 2005                   | storm                                        | 15                                           | 0,4                               | 17,3                                |
| Litauen                        | oktober 2017                   | översvämningar                               | 408                                          | 16,9                              | 17,3                                |
| Malta                          | september 2003                 | storm och översvämningar                     | 30                                           | 0,96                              | 0,96                                |
| Polen                          | maj 2010                       | översvämningar                               | 2 994                                        | 105,6                             | 117,9                               |
| Polen                          | augusti 2017                   | storm                                        | 491                                          | 12,3                              | 117,9                               |
| Portugal                       | juli 2003                      | skogsbränder                                 | 1 228                                        | 48,5                              | 134,4                               |
| Portugal                       | februari 2010                  | översvämningar och jordskred i Madeira       | 1 080                                        | 31,3                              | 134,4                               |
| Portugal                       | augusti 2016                   | bränder på Madeira                           | 157                                          | 3,9                               | 134,4                               |
| Portugal                       | juni-oktober 2017              | skogsbränder                                 | 1 458                                        | 50,7                              | 134,4                               |
| Rumänien                       | april 2005                     | våröversvämningar                            | 489                                          | 18,8                              | 127,2                               |
| Rumänien                       | juli 2005                      | sommaröversvämningar                         | 1 050                                        | 52,4                              | 127,2                               |
| Rumänien                       | juli 2008                      | översvämningar                               | 471                                          | 11,8                              | 127,2                               |
| Rumänien                       | juni 2010                      | översvämningar                               | 876                                          | 25                                | 127,2                               |
| Rumänien                       | augusti 2012                   | torka och bränder                            | 807                                          | 2,5                               | 127,2                               |
| Rumänien                       | april 2014                     | våröversvämningar                            | 168                                          | 4,2                               | 127,2                               |
| Rumänien                       | juli 2014                      | sommaröversvämningar                         | 172                                          | 4,3                               | 127,2                               |
| Rumänien                       | juni-augusti 2018              | sommaröversvämningar                         | 327,7                                        | 8,2                               | 127,2                               |
| Serbien                        | maj 2014                       | översvämningar                               | 1 105                                        | 60,2                              | 60,2                                |
| Slovakien                      | november 2004                  | Storm i Tatrabergen                          | 203                                          | 5,7                               | 26,1                                |
| Slovakien                      | maj 2010                       | översvämningar                               | 561                                          | 20,4                              | 26,1                                |
| Slovenien                      | september 2007                 | översvämningar                               | 233                                          | 8,3                               | 48,3                                |
| Slovenien                      | september 2010                 | översvämningar                               | 251                                          | 7,5                               | 48,3                                |
| Slovenien                      | oktober 2012                   | översvämningar                               | 360                                          | 14,1                              | 48,3                                |
| Slovenien                      | januari 2014                   | Isstorm                                      | 429                                          | 18,4                              | 48,3                                |
| Spanien                        | november 2003                  | Prestiges oljeutsläpp                        | 436                                          | 8,6                               | 34,2                                |
| Spanien                        | augusti 2003                   | skogsbränder (till gränsen mot Portugal)     | 53                                           | 1,3                               | 34,2                                |
| Spanien                        | maj 2011                       | jordbävning i Lorca                          | 843                                          | 21,1                              | 34,2                                |
| Spanien                        | oktober 2017                   | skogsbränder                                 | 129                                          | 3,2                               | 34,2                                |
| Storbritannien                 | Juni 2007                      | översvämningar                               | 4 612                                        | 162,3                             | 222,6                               |
| Storbritannien                 | december 2015                  | översvämningar                               | 2 412                                        | 60,3                              | 222,6                               |
| Sverige                        | januari 2005                   | Orkanen Gudrun                               | 2 297                                        | 81,7                              | 81,7                                |
| Tjeckien                       | augusti 2002                   | översvämningar                               | 2 300                                        | 129                               | 160,9                               |
| Tjeckien                       | maj 2010                       | översvämningar                               | 205                                          | 5,1                               | 160,9                               |
| Tjeckien                       | augusti 2010                   | översvämningar                               | 437                                          | 10,9                              | 160,9                               |
| Tjeckien                       | juni 2013                      | översvämningar                               | 637                                          | 15,9                              | 160,9                               |
| Tyskland                       | augusti 2002                   | översvämningar                               | 9 100                                        | 444                               | 1 002,9                             |
| Tyskland                       | januari 2007                   | Orkanen Kyrill                               | 4 750                                        | 166,9                             | 1 002,9                             |
| Tyskland                       | maj 2013                       | översvämningar                               | 8 154                                        | 360,5                             | 1 002,9                             |
| Tyskland                       | maj 2016                       | översvämningar i Bayern                      | 1 259                                        | 31,5                              | 1 002,9                             |
| Ungern                         | april 2006                     | översvämningar                               | 519                                          | 15,1                              | 37,6                                |
| Ungern                         | maj 2010                       | översvämningar                               | 719                                          | 22,5                              | 37,6                                |
| Österrike                      | augusti 2002                   | översvämningar                               | 2 900                                        | 134                               | 178,94                              |
| Österrike                      | augusti 2005                   | översvämningar i Tyrolen och Vorarlberg      | 592                                          | 14,8                              | 178,94                              |
| Österrike                      | november 2012                  | översvämningar i Lavamünd                    | 10                                           | 0,240                             | 178,94                              |
| Österrike                      | maj 2013                       | översvämningar                               | 866                                          | 21,7                              | 178,94                              |
| Österrike                      | oktober 2018                   | översvämningar                               | 326                                          | 8,2                               | 178,94                              |
| Totalt EUSF-bistånd sedan 2002 | Totalt EUSF-bistånd sedan 2002 | Totalt EUSF-bistånd sedan 2002               | Totalt EUSF-bistånd sedan 2002               | 5 535,6 miljoner euro             | 5 535,6 miljoner euro               |